# Pekwachnamaykoskwaskwaypinwanik Lake
Pekwachnamaykoskwaskwaypinwanik Lake ist ein See in der kanadischen Provinz Manitoba.

## Lage
Der See befindet sich etwa 15 km südlich der Ortschaft Red Sucker Lake sowie rund 520 Kilometer nördlich der Provinzhauptstadt Winnipeg. Der See hat eine Wasserfläche von 7,7 km². Er ist 10,6 Kilometer lang und 600 m breit. Mit 31 Buchstaben hat der See möglicherweise den längsten Ortsnamen Kanadas.
Der See entwässert über den Red Sucker River in den Gods River und gehört damit zum Einzugsgebiet des Hayes River, der in der Hudson Bay mündet.